# 德国旅游巴士
德国旅游有限公司（Deutsche Touring GmbH，简称DTG）是一家总部位于法兰克福的德国长途大巴公司。1989年起作为欧洲之线巴士的一部分，并入其线路网。